# Syv glade enker
Syv glade enker (originaltitel: För att inte tala om alla dessa kvinnor) er en svensk komediefilm fra 1964 instrueret af Ingmar Bergman, der skrev manuskriptet i samarbejde med Erland Josephson. På rollelisten ses blandt andre Jarl Kulle, Bibi Andersson, Harriet Andersson og Eva Dahlbeck.
Filmen, som er en parodi på Federico Fellinis 8½ (1963), var Bergmans første film, der blev optaget i farver.

## Handling
Kritikeren Cornelius skriver en biografi om den berømte cellist Felix og flytter ind hos ham i en periode for at komme tæt på hans liv. Det lykkes dog ikke Cornelius at få et interview med musikeren, da han dør. I stedet taler han med alle de kvinder, Felix har omgivet sig med.

## Medvirkende (i udvalg)
- Jarl Kulle som Cornelius
- Bibi Andersson som Humlan
- Harriet Andersson som Isolde
- Eva Dahlbeck som Adelaide
- Karin Kavli som Madame Tussaud
- Gertrud Fridh som Traviata
- Mona Malm som Cecilia
- Barbro Hiort af Ornäs som Beatrica
- Allan Edwall som Jillker
- Georg Funkquist som Tristan
- Axel Düberg som mand i sort
- Gösta Prüzelius som svensk radioreporter
- Jan-Olof Strandberg som tysk radioreporter